# Деркач, Сергей Петрович
Серге́й Петро́вич Дерка́ч (14 ноября 1966, Будапешт, Венгрия) — советский и российский футболист. Выступал на позиции полузащитника. Мастер спорта СССР.

## Карьера
Родился в Будапеште, в семье военного.
Начинал футбольную карьеру в молдавском «Нистру». В 1985 году пришёл в «Динамо» (Брест). Играл во второй лиге, провёл 22 матча и забил 3 мяча. В 1986 перешёл в минское «Динамо». Выступал за клуб 2 года, сыграл 41 матч, забив 7 голов. В 1987 стал финалистом Кубка СССР: минчане уступили киевскому «Динамо» по пенальти. Также играл в еврокубках, в Кубке УЕФА и Кубке Кубков.
В 1989 году стал игроком московского «Динамо». Играл до 1993 года, затем уехал в Швейцарию, в «Базель», где провёл один сезон и вернулся в «Динамо». Всего за москвичей он сыграл 96 матчей в чемпионате.
В 1995 году перешёл в «Аланию», и в том же году стал чемпионом России. В 1997—1998 годах выступал за «Сатурн».
После завершения карьеры стал тренером. В 2002 был исполняющим обязанности главного тренера в «Химках», в 2003 году работал главным тренером.

## Достижения
- Чемпион России: 1995
- Серебряный призёр чемпионата России: 1994, 1996
- Бронзовый призёр чемпионата России: 1992, 1993
- Бронзовый призёр чемпионата СССР: 1990
- Финалист Кубка СССР: 1987
- Победитель первого дивизиона: 1998